# Библиография на Павлина Павлова
Това е списък на произведенията на българската писателка и поетеса Павлина Павлова към 2025 г.

## Лирика
- Пчела в града (1979)
- Лабиринт на самотата : лирика (1992)
- Татуировки върху сърцето : лирика (1992)
- Да погалиш вятър : лирични откровения (1992)
- Магии : Лирика (1993)
- Притчи за светци и смъртни : Лирика (1993)
- Свободен любовен университет : Лирика за начинаещи и напреднали (1994)
- Славей на балкона : Лирика (1994)
- 1001 нюанси на любовта : Избрана лирика (1994)
- Насаме с позлатената ми маска : Лирика-изповед на една (покаяла се) грешница (1995)
- Вкус на звезди : Лирика (1996)
- Чучулигата : Лирика (1996)
- Шепот на вечност : Сонети (1998)
- За мъртвите с обич : Лирика (1999)
- Под знака на овена : Рубаи (2001)
- Диктатура на времето : Лирика (2001)
- Греховен кръг : Лирика (2001)
- Отпечатъци от чувства : Лирика (2002)
- Самотна ездачка : Лирика (2002)
- Нежността на мрака : Лирика (2003)
- Към върха на света. Човешката одисея : Лирика (2004)
- Търсачи на звездни гнезда : Лирика (2005)
- Приют за лунатици : Лирика (2007)
- Щастлив човек : Избрана лирика (2009)
- Господарката на птиците : Лирика (2010)
- Не чукай на капака на ковчега. Мрачни стихове за меланхолици: Лирика
- Вещици в детския сън : Стихове за пораснали деца (2012)
- Корабът на мечтите : Лирика (2012)
- Дуели на честта : Лирика (2014)
- Вечна жажда : Епични стихове за свободата (2015)
- Образът на щастието : Лирика (2016)
- С България в сърцата (2018)
- Струните на душата : Лирика (2019)
- Върху пясъците на времето : стихове (2021)
- Майка България. Стихове за свободата (2025)

## Романи
- Земя под гривите на ветровете : Роман (2005)
- Изгубени под звездите : Роман (2008)
- Разврат : Роман (2009)
- Съучастници в престъпление : Криминален роман (2011)
- Тайната на белия саламандър : Криминален роман (2011)
- Не чукай на капака на ковчега: Криминален роман... (2011)
- Спиралата на смъртта : Роман (2012)
- Убийства в Златната подкова : Криминален роман (2014)
- Сапфиреният феникс : Политически криминален роман за аферата КТБ (2015)
- Комитата от Дряновския манастир : Художествено-документален роман за безсмъртните денонощия по пътя към свободата /... (2016)
- Лунното куче : Криминален роман (2016)
- Татуировките на смъртта  : Криминален роман (2017)
- Спартак гладиаторът : Исторически роман (2017)
- Петър Дънов - спасителят : Съвременна Библия (2018)
- Боян Мага - синът на Симеон : Исторически роман (2019)
- Климент Охридски - "Domine dirige nos" / "Господи, води ни" : Исторически роман (2020)
- Комитата от Дряновския манастир : Исторически роман (2021)
- Орфей - Божественият : Исторически роман (2021)
- Чашите на Вершинин : Криминален роман (2021)
- Изгубени под звездите : Исторически роман за Прехода (2022)
- Самуил - с корона и без корона : Исторически роман (2022)
- Вазови - шапки долу! : Исторически роман (2023)
- Време за възкресение - Петър IV, Йоан-Асен, Калоян (2023)
- Ходене на Данте по Богородица (2024)
- Тервел – Спасителят на Европа : исторически роман (2024)
- 50 нюанса огнено червено (2024)

## Детска литература
- Дом в чашката на цвете : Поетичен калейдоскоп (1988)
- Плача за шамари : стихотворения за деца (2005)
- Полет с невидими криле (2013)
- Магическата дума (2014)
- Приказки: Вълшебното конче (2015)
- Приказки: Четириухото магаре (2016)
- Добър вечер, чичо сън, добро утро, чичо ден!: поема за деца (2016)
- Тадуф. Приказна повест (2023)

## Друго
- Хоризонт, очертан от криле : Очерци (1981)
- Последният бохем : Спомени за Петър Ненов (2005)
- Прашец от криле на пеперуди : Мъдростта на времето : Афоризми (2011)
- Убийство с цвете : Къси разкази (2014)
- Посветени в мистерии : Фентъзи (2014)
- Птици срещу вятъра : автоинтервю (2015)
- Късчета любов : 33 неизпратени писма (2017)
- Хедонизъм : Философия и изкуство (2021) (в съавт.)